# Аппоматтокс (округ)
Округ Аппоматтокс (англ. Appomattox County) располагается в США, штате Виргиния. По состоянию на 2010 год, численность населения составляла 14 973 человека. Был образован в 1845 году, получил своё наименование в честь реки Аппоматтокс.

## География
По данным Бюро переписи США, общая площадь округа равняется 868 км², из которых 862 км² — суша, и 3 км², или 0,4 %, — это водоёмы.

### Соседние округа
- Нельсон (Виргиния) — север
- Бакингхем (Виргиния) — северо-восток
- Принс-Эдвард (Виргиния) — юго-восток
- Шарлотт (Виргиния) — юг
- Кэмпбелл (Виргиния) — юго-запад
- Амхерст (Виргиния) — северо-запад

## Демография
По данным переписи населения 2000 года в округе проживает 13 705 жителей в составе 5 322 домашних хозяйств и 4 012 семей. Плотность населения составляет 16 человек на км². На территории округа насчитывается 5 828 жилых строений, при плотности застройки 7 строений на км². Расовый состав населения: белые — 75,94 %, афроамериканцы — 22,91 %, коренные американцы (индейцы) — 0,13 %, азиаты — 0,27 %, гавайцы — 0,02 %, представители других рас — 0,26 %, представители двух или более рас — 0,56 %. Испаноязычные составляли 0,47 % населения независимо от расы.
В составе 32,20 % из общего числа домашних хозяйств проживают дети в возрасте до 18 лет, 59,70 % домашних хозяйств представляют собой супружеские пары, проживающие вместе, 11,50 % домашних хозяйств представляют собой одиноких женщин без супруга, 24,60 % домашних хозяйств не имеют отношения к семьям, 21,30 % домашних хозяйств состоят из одного человека, 10,10 % домашних хозяйств состоят из престарелых (65 лет и старше), проживающих в одиночестве. Средний размер домашнего хозяйства составляет 2,55 человека, и средний размер семьи 2,94 человека.
Возрастной состав округа: 24,70 % моложе 18 лет, 7,10 % от 18 до 24, 27,80 % от 25 до 44, 25,60 % от 45 до 64 и 14,80 % от 65 и старше. Средний возраст жителя округа 39 лет. На каждые 100 женщин приходится 94,80 мужчин. На каждые 100 женщин старше 18 лет приходится 91,10 мужчин.
Средний доход на домохозяйство в округе составлял 36 597 USD, на семью — 41 563 USD. Среднестатистический заработок мужчины был 31 428 USD против 21 367 USD для женщины. Доход на душу населения составлял 18 086 USD. Около 11,40 % семей и 8,70 % общего населения находились ниже черты бедности, в том числе — 14,10 % молодежи (тех, кому ещё не исполнилось 18 лет) и 21,50 % тех, кому было уже больше 65 лет.